# Autechre
Autechre – brytyjski duet w składzie Rob Brown (ur. 1971) oraz Sean Booth (ur. 1973).
Zespół ten tworzy muzykę elektroniczną, w szczególności ambient i IDM (starsze albumy) oraz muzykę eksperymentalną i abstrakcyjną (nowsze dokonania), czy wręcz non-music. Brzmienie Autechre, choć podlega ciągłej ewolucji, jest specyficzne i łatwo rozpoznawalne. Większość ich płyt została wydana w londyńskiej wytwórni Warp Records. Brown i Booth zaangażowali się także w projekt pod nazwą Gescom, będący stowarzyszeniem muzyków elektronicznych, którzy nie ujawniają swoich personaliów (choć częściowo są one znane).

## Historia i nazwa zespołu
Booth i Brown założyli Autechre w 1987 roku w Rochdale, będącym jedną z dzielnic brytyjskiego miasta Manchester. Działalność muzyczną rozpoczynali od miksowania materiału muzycznego na kasetach magnetofonowych, lecz szybko zaczęli tworzyć własne kompozycje. Na początku wykorzystywali tanie instrumenty elektroniczne, takie jak Casio SK-1 (sampler) czy automat perkusyjny Roland TR-606. Niedługo potem dysponowali już pokaźnym zapleczem instrumentów.
Booth i Brown nazwę swojego zespołu wymawiają jako "ou-te-ker" (IPA [ɔˈtɛk.ə]), choć sami uważają, iż nazwa ta może być wypowiadana w każdy inny sposób. Powstała ona przypadkowo, choć dwie pierwsze litery "Au" stanowiły zapis fonetyczny próbki dźwiękowej zawartej w utworze, a pozostała część nazwy "techre" była wynikiem przypadkowych uderzeń w klawiaturę komputera.
Jak sami mówią: "Nagraliśmy ten stary utwór na kasetę i wykonaliśmy kolorową okładkę. Spodobało nam się to bardzo i od tego czasu zaczęliśmy używać AUTECHRE jako naszej nazwy".
Autechre nagrywali także pod różnymi pseudonimami, prawdopodobnie po to, aby unikać zainteresowania mediów i fanów. Jednym z pierwszych dokonań duetu była 12" epka, nagrana pod pseudonimem Lego Feet w 1991 roku, a wydana przez Skam Records. Inne utwory nagrywali pod pseudonimem "Ae". Muzycy są również trzonem stowarzyszenia muzyków elektronicznych Gescom.

## Muzyka
Część słuchaczy określa muzykę Autechre jako zimną i mroczną, choć inni jej miłośnicy uznają ją za przyjazną i sentymentalną. Większość utworów została skomponowana z naciskiem na skomplikowany rytm, który niejako jest motywem przewodnim dla towarzyszących mu zawiłych i obfitujących w eksperymentalne elektroniczne brzmienia sekwencji.
Wcześniejsze prace (płyta Incunabula czy Amber) brzmią znacznie mniej skomplikowanie i są łatwiejsze w odbiorze. Mniejszy nacisk położono na rytm utworów, choć i tak jest on obecny, a większy na melodyjność i harmonijność konstrukcji muzycznych. W późniejszych okresach członkowie grupy postanowili mocniej eksperymentować z brzmieniami, co zaowocowało powstaniem utworów chaotycznych a nawet abstrakcyjnych (singel Gantz Graf, albumy Draft 7.30 i Untilted).

## Metody komponowania
Autechre posiada rozległe zaplecze sprzętowe. Stosują oni syntezatory analogowe oraz cyfrowe i analogowe automatyczne perkusje, miksery, procesory efektów oraz samplery. Tych samych instrumentów używali wcześni twórcy nurtu techno. Grupa stosuje także aplikacje komputerowe takie jak sekwencery i syntezatory programowe oraz inne programy do sterowania syntezatorami lub przetwarzania dźwięków wytworzonych przy ich pomocy. Autechre współpracowało przy rozwoju aplikacji Max/MSP, SuperCollider oraz Kyma i innych, nie jest jednak pewne czy sami je stosują. W roku 2005 używali syntezatorów Elektron Machinedrum i Monomachine podczas występów na żywo.
Grupa naciska na fakt, że dźwięki jakie komponują są efektem zastosowań starego sprzętu w nowoczesny sposób oraz nowoczesnego sprzętu w stary sposób. Twierdzą, że dźwięki to kombinacja specyficznie wykorzystanych narzędzi i technik ich zastosowania. Przykładem takiego działania było wykorzystywanie cyfrowego pogłosu BOSS, który posiada złącze pitch/trigger in co pozwoliło to proste urządzenie wykorzystać jako sampler działający w trybie rzeczywistym. Podając zmodyfikowany filtrem dolnoprzepustowym z rezonansem przebieg kwadratowy na to wejście muzycy zmusili urządzenie do dryfowania między nutami. Podając ten dźwięk pętlą zwrotną do złącza pitch urządzenie produkowało niezwykłe brzmienia o strukturze fraktala, podobny efekt nie może być łatwo uzyskany przy zastosowaniu oprogramowania komputerowego czy innego rozbudowanego systemu.
Autechre jako cenne w swojej kolekcji wymienia instrumenty Roland TR-606, Roland MC-202 czy Clavia Nord Lead

## Dyskografia

### Albumy
- 1993: Incunabula
- 1994: Amber
- 1995: Tri Repetae
- 1997: Chiastic Slide
- 1998: LP5
- 2001: Confield
- 2003: Draft 7.30
- 2005: Untilted
- 2008: Quaristice
- 2010: Oversteps
- 2013: Exai
- 2016: elseq
- 2018: NTS Session
- 2020: PLUS
- 2020: SIGN
- AE_LIVE 2016/2018

Tri Repetae zostało wydane w Stanach Zjednoczonych jako Tri Repetae++, razem z Garbage i Anvil Vapre na drugim, bonusowym dysku. Japońska edycja została wydana przez Sony i zawiera dodatkowy, bonusowy utwór "Medrey". Tytuł albumu LP5 jest nieoficjalny, album nie posiada tytułu.

### EP
- 1994: Anti EP
- 1995: Garbage
- 1995: Anvil Vapre
- 1997: Envane
- 1997: Cichlisuite (znany również jako Cichli Suite)
- 1999: Peel Session
- 1999: EP7 (wersja CD będąca kompilacją winyli EP 7.1 i EP 7.2)
- 2001: Peel Session 2
- 2002: Gantz Graf (wydana również wraz z dodatkową płytą DVD)
- 2003: æ³o & h³æ (2xCD Minimax, współpraca z Hafler Trio)
- 2005: æo³ & ³hæ (2xCD, współpraca z Hafler Trio)
- 2008: QUARISTICE.QUADRANGE.EP.AE - alternatywne wersje utworów z płyty Quartstice
- 2010: Move of Ten
- 2013: L-event

### Single, promo, remiksy
- 1991: Cavity Job
- 1994: Basscadet
- 1996: We R Are Why
- 1997: Radio Mix
- 1999: Splitrmx12